# 小林庄一郎
小林 庄一郎（こばやし しょういちろう、1922年7月14日 - 2020年2月4日）は、日本の経営者である。

## 経歴
中華民国奉天省（現中華人民共和国遼寧省）大連市生まれ。生まれた頃は父方の阿部姓だったが､帝大入学以降に母方の養子となり小林姓になる。旅順高等学校 (旧制) から東京帝国大学（現東京大学）経済学部に進学。1943年、大学2年で学徒出陣。海軍少尉となり、駆逐艦桐に砲術士として乗艦。山口県沖に停泊中の艦上で玉音放送を聞いた。
日本の敗戦後復学し、1947年1月関西配電（現関西電力）に入社。1977年関西電力社長、1985年会長。1987年、芦原義重名誉会長を解任した（関電二・二六事件）。1997年相談役、2002年-2015年6月顧問。
1984年-1985年電気事業連合会会長。関西文化学術研究都市推進機構理事長、日本放送協会（NHK）経営委員長を務めた。
2020年2月4日死去。97歳没。